# Alfredo Tulli
Alfredo Tulli, detto Amo (1º aprile 1939 – 24 novembre 2012), è stato un cestista e allenatore di pallacanestro argentino.

## Carriera
Con l'Argentina ha disputato i Campionati mondiali del 1963.